# Louis Alexandre Martin
Pour les articles homonymes, voir Martin.
Louis Alexandre Martin est un homme politique français sous la IIe République né le 5 août 1805 à Rouen (Seine-Inférieure) et mort le 2 mars 1863 à Paris.

## Biographie
Louis Alexandre Martin naît à Rouen le 5 août 1805, sous le Premier Empire, de Louis Nicolas Martin.
Installé comme négociant à Orléans (Loiret) en 1834, Louis Alexandre Martin est adjoint au maire et un des principaux opposants à la monarchie de Juillet. Il est maire d'Orléans, pendant quelques mois, après la Révolution de 1848, et député du Loiret de 1848 à 1851, siégeant à l'extrême gauche.
Il meurt à Paris le 2 mars 1863 à l'âge de 57 ans sous le Second Empire.

## Sources
- « Louis Alexandre Martin », dans Adolphe Robert et Gaston Cougny, Dictionnaire des parlementaires français, Edgar Bourloton, 1889-1891 [détail de l’édition]